# Домброва-Гурнича-Товарная
Домброва-Гурнича-Товарная (пол. Dąbrowa Górnicza Towarowa) — товарная грузовая железнодорожная станция в городе Домброва-Гурнича (расположенная в дзельнице Стшемешице-Мале), в Силезском воеводстве Польши.
Станция была построена в 1972 году под названием «Стшемешице-Хута» (польск. Strzemieszyce Huta). Нынешнее название станция носит с 1977 года.